# Terra incognita
För musikalbumet, se Terra Incognita (album).

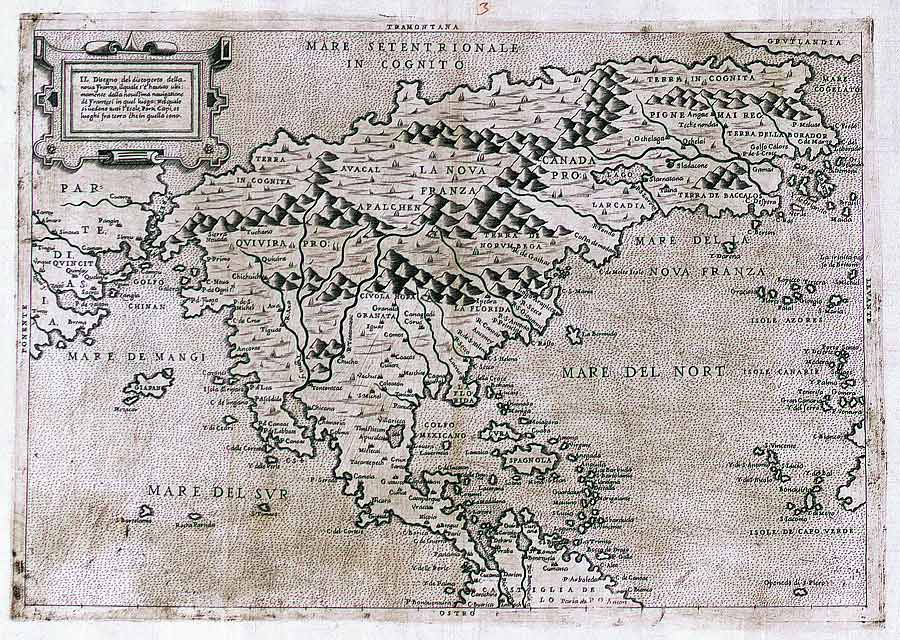
Karta över Nordamerika från 1566 med italienska inskriptioner och latinska terra in cognita och mare in cognito.

Terra incognita eller terra ignota, latin för "okänt land", var en term som betecknades på outforskade regioner på gamla kartor. Ofta illustrerades dessa regioner med drakar och andra  mytomspunna   djur. Uttrycket är troligen först sedd i Ptolemaios verk Geographia från ca 150 e.Kr. Termen återintroducerades på 1400-talet från upptäckten av Geographia under Upptäcktsresornas epok.
Särskild betydelsefull var regionen Terra Australis, "Det södra landet", eller Terra Australis Incognita, "Det okända södra landet", som var en hypotetisk stor landmassa på södra jordklotet. Den skulle vara motvikten till kontinenterna på norra delen av jordklotet.
I dag har begreppet förlorat sin ursprungliga betydelse, då alla regioner på jorden är upptäckta. Terra incognita används ibland som synonym för andra outforskade vetenskapliga ämnen.